# Borís Xtókolov
Borís Timoféievitx Xtókolov, rus: Борис Тимофеевич Што́колов (1930 - 2005) fou un cantant soviètic i rus d'òpera, un dels baixos més destacats del segle xx.

## Biografia
Borís Xtókolov va néixer el 19 de març de 1930 al poble de Kuzédeievo (ara al raion de Novokuznetski de l'óblast de Kémerovo)
A finals dels anys 30, la família es va traslladar al poble de Txernianka, a l'óblast de Kursk, on el seu pare seleccionava cavalls per a l'Exèrcit Roig.
El 1949, va ingressar al Conservatori Estatal Ural de Sverdlovsk (actual Iekaterinburg), però volia convertir-se en pilot militar. Gueorgui Júkov, havent escoltat el seu cant, va dir: 
| « | Hi ha molts nois com tu a l'aviació, però en el cant de l'òpera ets únic. | » |

Els anys 1950 i 1951 va cantar a la Societat Filharmònica de Sverdlovsk abans de convertir-se en solista al teatre de l'òpera i ballet de Sverdlovsk. El 1959 va ser convidat al Teatre Mariïnski de Leningrad (actualment Sant Petersburg) on va obtenir fama mundial com a solista líder del 1959 al 1989.
Al Teatre Mariïnski va cantar un gran nombre de papers, com ara Ruslan, Don Basilio, Borís Godunov, Ivan Susanin, el paper principal a El dimoni d'Anton Rubinstein, el príncep Gremin, Mefistofele i molts altres.
Va mantenir una destacada activitat de concerts. El seu repertori incloïa cançons populars russes romances.
Va cantar a molts escenaris d'òpera i concerts del món: Estats Units, Espanya, Suècia, Itàlia, França, Suïssa, Alemanya de l'Est, Alemanya, Hongria, Austràlia, Cuba, Anglaterra, Canadà i molts altres països del món.
Va morir el 6 de gener de 2005 a Sant Petersburg. Va ser enterrat als ponts literaris del cementiri de Vólkovo.
Borís Xtókolov també va ser un destacat teòric del cant d'òpera i tècniques de respiració. El 1995 va publicar un llibre titulat Brilla, brilla, estel meu. Com cantar. Tutorial, rus: Гори, гори, моя звезда ; Как надо петь : самоучитель

## Premis i títols
- Guanyador del Festival Mundial de la Joventut i els Estudiants, celebrat a Viena (1959)
- Artista d'Honor de la RSFSR (1958)
- Artista del Poble de la RSFSR (1962)[4]
- Artista del Poble de l'URSS (arts escèniques) (1966)
- Premi Estatal de l'URSS (1981) pels programes de concerts dels darrers anys
- Premi Estatal Glinka de la RSFSR (1976) - per la interpretació de papers principals a les representacions d'òpera Borís Godunov de Modest Mússorgski, Una vida pel tsar de Mikhaïl Glinka, la interpretació d'Andrei Sókolov en l'òpera El destí de l'home, rus: Судьба человека d'Ivan Dzerjinski, així com per activitats de concert i interpretació.
- Orde de Lenin (1980)[5]
- Orde de la Revolució d'Octubre (1983) - pels seus mèrits en el desenvolupament de l'art musical soviètic i en relació amb el 200 aniversari del Teatre Acadèmic Estatal d'Òpera i Ballet de Leningrad S. M. Kírov[6]
- Dos Ordes de la Bandera Roja del Treball
- Orde de la Guerra Patriòtica de 2n grau (1985)
- Medalla d'Uixakov (1992): per la distinció en l'actuació a les missions de combat de vaixells i unitats de la Marina durant la Gran Guerra Patriòtica de 1941-1945 i molta feina en l'educació patriòtica de la joventut.
- Acadèmic honorari de l'Acadèmia Eslava i Petrovski.
- Ciutadà Honorari de l'óblast de Kémerovo (2002)